# Glendale (Kalifornia)
Glendale – miasto w Stanach Zjednoczonych, w stanie Kalifornia, wchodzące w skład obszaru metropolitalnego Los Angeles. Liczba mieszkańców wynosi 187,8 tys., co stanowi spadek o 4,4% w porównaniu do spisu z 2020 roku (196,5 tys. mieszkańców).
Miasto charakteryzuje się wysokim odsetkiem populacji pochodzenia ormiańskiego, stanowiąc jedno z największych skupisk Ormian poza Armenią.
Od 1951 roku w budynku w Forest Lawn Memorial Park w Glendale jest prezentowany 60 metrowy obraz „Golgota” autorstwa Jana Styki.

## Przemysł i gospodarka
W mieście rozwinął się przemysł lotniczy, samochodowy, maszynowy, farmaceutyczny, spożywczy oraz optyczny. Położenie Glendale sprzyja obecności firm z branży mediów i rozrywki, logistyki oraz finansów, w tym:
- Walt Disney Imagineering (dział odpowiedzialny za projektowanie parków tematycznych Disneya), będący jednym z największych pracodawców w Glendale.
- DreamWorks Animation
- Public Storage (jedna z największych firm zajmujących się samoobsługowymi magazynami)
- ServiceTitan.

## Demografia
Rozkład etniczny i rasowy prezentuje się następująco (bazując na danych spisu ludności oraz szacunkach, z uwzględnieniem, że kategoria "Biali" w USA często obejmuje osoby pochodzenia bliskowschodniego, w tym Ormian):
- Ormianie – 34,4%
- Biali (inni niż Latynosi, Ormianie i osoby pochodzenia bliskowschodniego) – ok. 25%
- Latynosi – 18,5% (w większości Meksykanie)
- Azjaci – 13,3% (w większości Filipińczycy i Koreańczycy)
- Czarni lub Afroamerykanie – 1,7%
- Rdzenni Amerykanie – 0,5%.

## Miasta partnerskie
- Armenia: Kapan i Giumri
- Dominikana: Santiago de los Caballeros
- Filipiny: Santa Rosa
- Japonia: Higashiosaka
- Korea Południowa: Boeun–Gun, Gimpo i Goseong
- Meksyk: Rosarito[6].

## Ludzie urodzeni w Glendale
- Paul Walker (1973–2013) – aktor
- Robert Englund (ur. 1947) – aktor i reżyser
- Captain Beefheart (1941–2010) – piosenkarz i artysta
- David Brin (ur. 1950) – pisarz
- Diana Taurasi (ur. 1982) – koszykarka
- Hardcore Holly (ur. 1963) – profesjonalny wrestler
- Tim Matheson (ur. 1947) – aktor
- Frank Marshall (ur. 1946) – producent filmowy i reżyser
- Claudia Christian (ur. 1965) – aktorka
- Kathy Ireland (ur. 1963) – bizneswoman, modelka i aktorka[7].